# Масленников, Алексей Дмитриевич
Алексе́й (Альберт) Дми́триевич Ма́сленников (9 сентября 1929, Новочеркасск, Северо-Кавказский край — 30 ноября 2016, Москва) — советский и российский оперный певец (тенор) и режиссёр. Народный артист РСФСР (1973).

## Биография
Родился в семье военного лётчика. Отец был солистом в самодеятельном хоре при Военно-воздушной академии им. Н. Е. Жуковского. Мечтал стать дирижёром, пел в хоре в Домах Красной Армии в разных городах, некоторое время учился играть на скрипке.
По окончании школы поступил в авиационный институт, но, оставив его, уехал в Москву и поступил в Музыкальное училище при Московской консерватории на вокальное отделение. Его первым педагогом стал А. М. Железнов, у которого когда-то занимался отец Масленникова.
В 1951 году поступил в Московскую консерваторию, хотел учиться только у Е. К. Катульской, пение которой однажды услышал по радио. Через год был зачислен в её класс.
В 1953 году в составе хора московских студентов участвовал в IV Международном фестивале молодежи и студентов в Бухаресте, в 1955 году — в конкурсе классического пения на V Международном фестивале молодежи и студентов в Варшаве, где получил звание лауреата и серебряную медаль. С третьего курса принимал участие в спектаклях Оперной студии консерватории.
В 1956—1985 годах — солист Большого театра, где, в частности, выступал вместе с Г. П. Вишневской, И. К. Архиповой, Е. В. Образцовой. В 1965, 1966 и 1967 годах участвовал в Зальцбургских фестивалях, исполнял партии Юродивого и Самозванца в опере «Борис Годунов» под руководством Герберта фон Караяна. 7 апреля 1974 года в Большом театре исполнил партию Алексея в первой постановке на оперной сцене оперы «Игрок» С. С. Прокофьева на русском языке (2-я редакция). 
С 1985 года занимался оперной режиссурой.
Похоронен на Троекуровском кладбище Москвы.

## Репертуар[3]
- Ленский («Евгений Онегин» П. И. Чайковского) — 2 сентября 1956
- Юродивый («Борис Годунов» М. П. Мусоргского) — 3 ноября 1956
- Рудольф («Богема» Дж. Пуччини) — 8 декабря 1956
- Граф Альмавива («Севильский цирюльник» Дж. Россини) — 20 января 1957
- Берендей («Снегурочка» Н. А. Римского-Корсакова) — 12 февраля 1957
- Вертер («Вертер» Ж. Массне) — 20 июля 1957
- Мазин («Мать» Т. Н. Хренникова) — 26 октября 1957 *
- Альфред («Травиата» Дж. Верди) — 9 января 1958
- Лаца Клемень («Её падчерица» Л. Яначека) — 6 декабря 1958 *
- Отто («Банк бан» Ф. Эркеля) — 3 мая 1959
- Водемон («Иоланта» П. И. Чайковского) — 16 октября 1959
- Анатоль Курагин («Война и мир» С. С. Прокофьева) — 15 декабря 1959 *
- Владимир Игоревич («Князь Игорь» А. П. Бородина) — 24 января 1960
- Кукушкин («Повесть о настоящем человеке» С. С. Прокофьева) — 8 октября 1960
- Щепин-Ростовский («Декабристы» Ю. А. Шапорина) — 26 декабря 1960
- Фауст («Фауст» Ш. Гуно) — 9 февраля 1961
- Герцог («Риголетто» Дж. Верди) — 3 мая 1961
- Анатолий («Судьба человека» И. И. Дзержинского) — 30 сентября 1961 *
- Володя Гаврилов («Не только любовь» Р. К. Щедрина) — 8 марта 1962
- Фентон («Фальстаф» Дж. Верди) — 17 ноября 1962
- Эрик («Летучий голландец» Р. Вагнера) — 6 июня 1963
- Адъютант Кутузова и голос за сценой («Война и мир» С. С. Прокофьева) — 26 октября 1963
- Гвидон («Сказка о царе Салтане» Н. А. Римского-Корсакова) — 1 декабря 1963
- Молодой артист («Октябрь» В. И. Мурадели) — 24 апреля 1964
- Чекалинский («Пиковая дама» П. И. Чайковского) — 23 июля 1964
- Индийский гость («Садко» Н. А. Римского-Корсакова) — 8 января 1965
- Лизандр («Сон в летнюю ночь» Б. Бриттена) — 8 декабря 1965
- Пинкертон («Чио-чио-сан» Дж. Пуччини) — 1 декабря 1966
- Клембовский («Семён Котко» С. С. Прокофьева) — 4 апреля 1970
- Финн («Руслан и Людмила» М. И. Глинки) — 22 июня 1972
- Паоло («Франческа да Римини» С. В. Рахманинова) — 20 марта 1973
- Алексей («Игрок» С. С. Прокофьева) — 7 апреля 1974 (одна из лучших партий[1])
- Моцарт («Моцарт и Сальери» Н. А. Римского-Корсакова) — 26 декабря 1976 (один из лучших исполнителей партии[3])
- Селифан («Мёртвые души» Р. К. Щедрина) — 7 июня 1977
- Кассио («Отелло» Дж. Верди) — 24 января 1978
- Дон Жуан («Каменный гость» А. С. Даргомыжского) — 30 апреля 1978
- Голицын («Хованщина» М. П. Мусоргского) — 1 ноября 1979
- Герман («Пиковая дама» П. И. Чайковского) — 29 апреля 1979
- Задрипанный мужичонка («Катерина Измайлова» Д. Д. Шостаковича) — 25 декабря 1980
- Дон Жером («Обручение в монастыре» С. С. Прокофьева) — 26 декабря 1982
- Гришка Кутерьма («Сказание о невидимом граде Китеже и деве Февронии» Н. А. Римского-Корсакова) — 27 декабря 1983

(*) первый исполнитель партии на сцене Большого театра

## Аудиозаписи
- 1978 —Финн в опере "Руслан и Людмила" М. И. Глинки; Хор и оркестр Большого театра СССР под управлением Ю.И. Симонова. Фирма "Мелодия" C10 11801-8
- 1983 — Алексей в опере «Игрок» С. С. Прокофьева; солисты, хор и оркестр Большого театра СССР под управлением А. Н. Лазарева. Фирма «Мелодия» С10-20165-70 (3 пластинки)[4]

## Видеозаписи
- 1978 — «Борис Годунов» Модеста Мусоргского, Юродивый, дир. Борис Хайкин

## Награды и звания
- Вторая премия Всемирного фестиваля молодежи и студентов в Варшаве (1955 год)
- Заслуженный артист РСФСР (12 июня 1964 года)
- Народный артист РСФСР (13 июня 1973 года)
- Орден Октябрьской Революции (1976 год)
- Государственная премия РСФСР имени М. И. Глинки (1977 год) — за исполнение ведущих партий в операх «Руслан и Людмила», «Борис Годунов», «Война и мир», «Игрок»
- Орден Почёта (3 сентября 1999 года) — за заслуги перед государством, высокие достижения в производственной  деятельности и большой вклад в укрепление дружбы и сотрудничества между народами[5].